# Чемпіонат України з футболу серед жінок 2023—2024: перша ліга
Чемпіонат першої ліги України з футболу 2023—2024 року серед жінок — 14-й чемпіонат першої ліги України з футболу, що проводиться серед жіночих колективів. 
Через фінансову нестабільність переможець попереднього сезону «Лідер» (Кобеляки) відмовився від підвищення у класі, надавши перевагу подальшому виступу у першій лізі.
Змагання проходили в два етапи — на першому команди було розбито на дві групи за територіальною ознакою, а на другому етапі по дві найкращих команди з кожної групи змагалися між собою на стадії плей-оф. Переможцем та срібним призером стали одеська команда «Сістерс» та київська «Оболонь».

## Регламент змагань
У змаганнях беруть участь 20 команд. Змагання проходять у два етапи:
Груповий етап. Чемпіонат Першої ліги проводиться у два кола за коловою системою – на своєму полі та на полі суперника у двох групах А та Б.
Фінальний етап. По дві кращі команди з групи «А» і «Б» виходять до стадії плей-оф за визначення призерів Першої ліги: півфінальні матчі (А1-Б2, Б1-А2), згодом фінал та матч за 3 місце.
За підсумками турнірної таблиці Першої ліги сезону 2023-2024 років команда, яка посіла перше місце, здобуває право підвищитися у класі та грати  серед жіночих клубів Вищої ліги сезону 2024-2025 років.
Команди, що посядуть 10 та 11 місця в елітному дивізіоні та команди, що здобудуть 2 та 3 місця у Першій лізі, беруть участь в перехідних матчах плей-оф за право участі в  Вищий ліги сезону 2024-2025 років. Етап плей-оф складається з двох матчів – вдома та на виїзді (10В-3П, 11В-2П).
Згідно з проектом формату кожна команда зіграє мінімум 14 матчів в своїх групах, а також ще два на стадії фінального етапу для визначення призерів чемпіонату.
У випадку, якщо декілька команд набрали однакову кількість очок, місця у турнірній таблиці визначаються за такими критеріями:
1. Більша кількість набраних очок в особистих зустрічах між цими командами.
2. Краща різниця забитих і пропущених м’ячів в особистих зустрічах.
3. Більша кількість забитих м’ячів в особистих зустрічах.
4. Краща різниця забитих і пропущених м’ячів в усіх матчах.
5. Більша кількість забитих м’ячів в усіх матчах.

## Учасники
Склад учасників: 
Група А
| Команда               | Населений пункт  | Стадіон                            | Місце в попередньому чемпіонаті |
| --------------------- | ---------------- | ---------------------------------- | ------------------------------- |
| «Янтарочка»           | Новояворівськ    | Стадіон ім. Олега Русина           | 3                               |
| «Рух»                 | Львів            | НТБ «Рух» (Винники)                | 4                               |
| «Прикарпаття ДЮСШ №3» | Івано-Франківськ | «Рух»                              | 5                               |
| ДЮСШ №1               | Хмельницький     | «Поділля»                          | не брали участь                 |
| «Ладомир» (фарм-клуб) | Володимир        | «Олімп»                            | не брали участь                 |
| «Минай»               | с.Минай          | «Авангард» (Ужгород) «Минай-Арена» | не брали участь                 |
| «Надбужжя»            | Буськ            | Буської ДЮСШ                       | не брали участь                 |
| «Полісся»             | Житомир          | «Спартак-Арена»                    | не брали участь                 |

Група Б
| Команда               | Населений пункт | Стадіон                  | Місце в попередньому чемпіонаті |
| --------------------- | --------------- | ------------------------ | ------------------------------- |
| «Атекс»               | Київ            | «КНУБА-Арена»            | 12 (вища ліга)                  |
| «Лідер»               | Кобеляки        | «Колос»                  | 1                               |
| «Юність»              | Чернігів        | «Юність»                 | 2                               |
| «Жайвір»              | Шпола           | «ЛНЗ-Арена» (с. Лебедин) | не брали участь                 |
| «Кривбас» (фарм-клуб) | Кривий Ріг      | «Спарта»                 | не брали участь                 |
| «Металург»            | Запоріжжя       | «Колос» (Кобеляки)       | не брали участь                 |
| «Оболонь»             | Київ            | НТБ «Оболонь» (Буча)     | не брали участь                 |
| «Сістерс»             | Одеса           | «Чорноморець»            | не брали участь                 |

## Перший етап

### Група А

#### Турнірна таблиця
| М | Команда                | І  | В  | Н | П  | РМ    | О  |
| - | ---------------------- | -- | -- | - | -- | ----- | -- |
|   | «Минай»                | 14 | 13 | 0 | 1  | 61−3  | 39 |
| 2 | «Полісся»              | 14 | 10 | 1 | 3  | 69−10 | 31 |
| 3 | «Прикарпаття-ДЮСШ № 3» | 14 | 10 | 1 | 3  | 26−19 | 31 |
| 4 | «Ладомир-2»            | 14 | 7  | 2 | 5  | 33−20 | 23 |
| 5 | «Надбужжя»             | 14 | 4  | 3 | 7  | 28−41 | 15 |
| 6 | «Янтарочка»            | 14 | 2  | 5 | 7  | 9−40  | 11 |
| 7 | «Рух»                  | 14 | 3  | 1 | 10 | 22−46 | 10 |
| 8 | ДЮСШ №1                | 14 | 0  | 1 | 13 | 6−75  | 1  |

### Група Б

#### Турнірна таблиця
| М | Команда              | І  | В  | Н | П  | РМ    | О  |
| - | -------------------- | -- | -- | - | -- | ----- | -- |
|   | «Сістерс»            | 14 | 13 | 1 | 0  | 124−3 | 40 |
|   | «Оболонь»            | 14 | 12 | 1 | 1  | 52−11 | 37 |
| 3 | «Юність»             | 14 | 8  | 1 | 5  | 56−26 | 25 |
| 4 | «Лідер»              | 14 | 7  | 1 | 6  | 35−33 | 22 |
| 5 | «Атекс»              | 14 | 5  | 3 | 6  | 17−42 | 18 |
| 6 | «Кривбас-2»          | 14 | 3  | 1 | 10 | 15−26 | 10 |
| 7 | «Жайвір»             | 14 | 2  | 1 | 11 | 5−71  | 7  |
| 8 | «Металург» Запоріжжя | 14 | 1  | 1 | 12 | 5−97  | 4  |

## Фінальний етап

#### Півфінали
| 21 травня 2024 |

| «Минай» (Закарпаття) | 1:2      | «Оболонь» (Київ)                  |
| -------------------- | -------- | --------------------------------- |
| Катерина Якимчук 69' | Протокол | Ірина Василюк 56' Яна Борейко 89' |

| НТК імені Віктора Баннікова (Київ) Арбітр: Людмила Тельбух |

| 21 травня 2024 |

| «Сістерс» (Одеса)                                                              | 4:1      | «Полісся» (Житомир) |
| ------------------------------------------------------------------------------ | -------- | ------------------- |
| Ольга Бойченко 6' Дженіфер Да Коста 12' Крістіна Підгорна 82' Марія Несіна 86' | Протокол | Сабіна Азізова 54'  |

| НТК імені Віктора Баннікова (Київ) Арбітр: Софія Причина |

#### Матч за 3-тє місце
| 23 травня 2024 |

| «Минай» (Закарпаття)                               | 4:3      | «Полісся» (Житомир)                                           |
| -------------------------------------------------- | -------- | ------------------------------------------------------------- |
| Каріна Леспух 35, 115, 120+2' Огулжан Шалімова 54' | Протокол | Тетяна Тріль 58' Діана Корнійчук 61' Дарина Січкаренко 105+2' |

| НТК імені Віктора Баннікова (Київ) Арбітр: Крістіна Козорог |

#### Фінал
| 23 травня 2024 |

| «Оболонь» (Київ) | 0:2      | «Сістерс» (Одеса)                     |
| ---------------- | -------- | ------------------------------------- |
|                  | Протокол | Жозефін Нганді 10' Ольга Бойченко 18' |

| НТК імені Віктора Баннікова (Київ) Арбітр: Людмила Тельбух |

## Найкращі бомбардирки
| Місце | Гравець         | Клуб      | Голи |
| ----- | --------------- | --------- | ---- |
| 1     | Ольга Бойченко  | «Сістерс» | 39   |
| 2     | Дарина Івкова   | «Сістерс» | 25   |
| 3     | Каріна Леспух   | «Минай»   | 19   |
| 4     | Сабіна Азізова  | «Полісся» | 16   |
| 5     | Поліна Барінова | «Минай»   | 13   |